# 曼加特山
46°26′24″N 013°39′14″E / 46.44000°N 13.65389°E

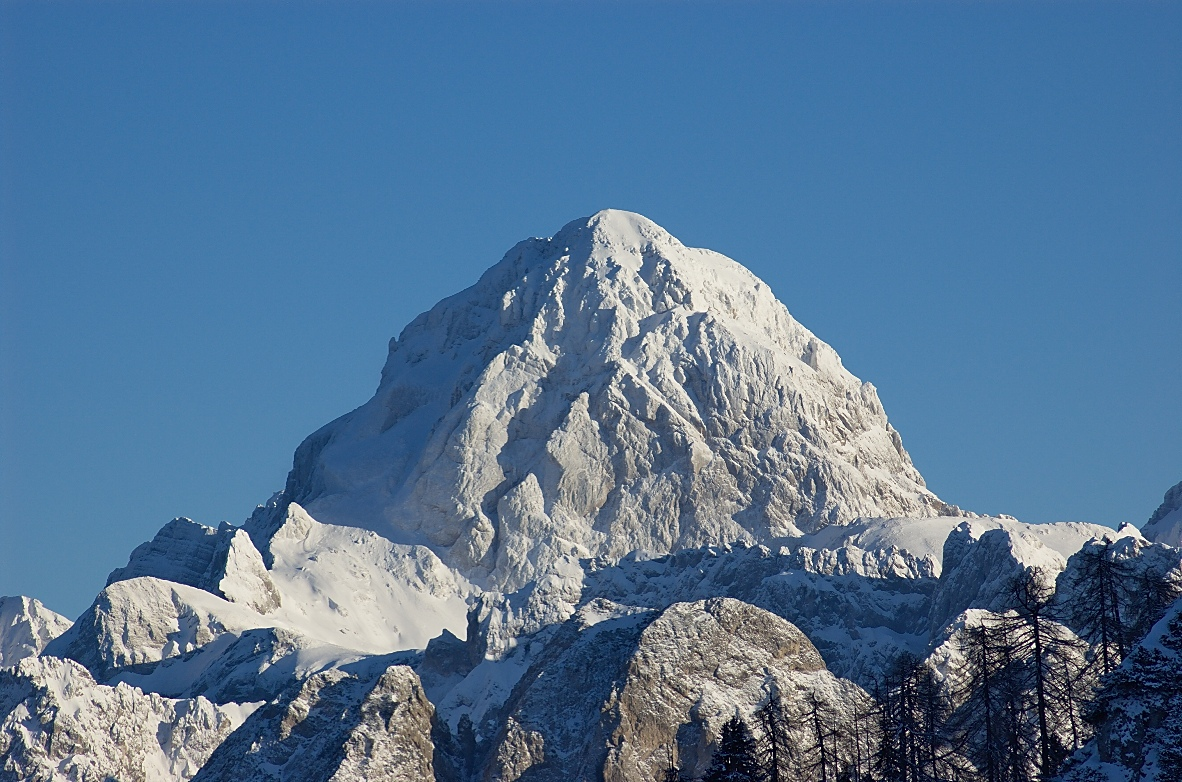

曼加特山（義大利語：Mangart），是中歐的山峰，位於意大利和斯洛文尼亞接壤的邊境，屬於朱利安阿爾卑斯山脈的一部分，海拔高度2,679米，人類在1794年首次登頂。